# ヴォルノヴァーハの戦い
ヴォルノヴァーハの戦い（ヴォルノヴァーハのたたかい）は、2022年のロシアによるウクライナ侵攻の際のウクライナ東部攻勢の一環として、ロシア連邦軍とドネツク人民共和国（DPR）軍がドネツィク州ヴォルノヴァーハで開始した戦闘である。DPR軍が主導したこの戦闘で町は広範囲にわたって破壊され、両陣営に多数の死傷者が出た。

## 戦闘経過
2022年のロシアによるウクライナ侵攻の序盤、ロシア軍はヴォルノヴァーハとシャスティアに無差別爆撃を行い、民間人の居住地域に砲撃した。都市への無差別爆撃は国際法違反であり、ロシアは以前にもシリアで民間の標的に対して同様の戦術を用いていた。ヴォルノヴァーハは2月28日には人道的危機に瀕しており、3月1日までに町の建物の約90％が損傷または破壊され、町はほぼ壊滅したと報じられた。生き残った住民は食料と水を手に入れることができず、電気も使えなくなっていた。地方議員のドミトロ・ルビネッツによると、攻撃の後、遺体は回収されずに路上に放置されたという。
3月1日までに、ウクライナ当局によって民間人約500人が避難させられた。
3月4日、ロシアのSu-25SM（登録番号RF-93026）がヴォルノヴァーハ上空で失われた。地上攻撃戦闘機の残骸の画像がソーシャルメディアに投稿された。その後、ヴォルノヴァーハ付近でロシアのMi-8ヘリコプター1機が、先に撃墜されたSu-25に接近した際に撃墜された。
3月5日、DPR当局はアルセン・パブロフ（2016年死亡）の側近で2016年以降スパルタ大隊の指揮官を務めてきたウラジーミル・ゾガ大佐がヴォルノヴァーハでの戦闘中に死亡したと発表した。ウラジーミル・ゾガの死後、DPR指導者のデニス・プシーリンは、彼にDNR英雄賞の称号を授与し、プーチン大統領もロシア連邦英雄の称号を授与した。アルチョム・ゾガ参謀長がウラジーミル・ゾガの後任としてスパルタ大隊の指揮官に就任した。
3月7日、ウクライナ軍とロシア軍はヴォルノヴァーハと2月24日から包囲されていた近隣のマリウポリ市から民間人を避難させるため、両都市を通る非武装地帯の人道回廊の設置に合意したが、ロシア軍が非武装地帯を侵犯したとされた。
3月11日、ロシア国防省は、ドネツク人民共和国軍がヴォルノヴァーハを占領したと発表した。その後SNSに投稿された動画には、多くの地域に駐留するロシア軍部隊と車両、そして放棄されたウクライナ軍戦車が映し出されていた。
3月12日、ドネツィク州知事のパウロー・キリレンコは、都市は完全に破壊されて事実上存在しなくなったが、ロシアの包囲を防ぐための戦いは現地で続いていると述べた。AP通信は、町が親露派の分離主義者に制圧され、町の多くが戦闘で破壊されたことを独自に確認した。その後、ウクライナ当局は第503独立海軍歩兵大隊の指揮官パウロー・スビトフ少佐が戦死したと報告した。